# 殷梦蝶
殷梦蝶（1997年11月17日—），中国女子皮划艇运动员，她曾获得2022年亚洲运动会女子双人皮艇500米和女子四人皮艇500米金牌。她也曾参加2020年夏季奥林匹克运动会。